# Syndassko
Syndassko (ros. Сындасско) – osiedle w Rosji, w Kraju Krasnojarskim, w tajmyrskim rejonie dołgańsko-nienieckim. W 2010 liczyło 496 mieszkańców.
Osiedle zostało założone w 1931 jako miejsce wydobycia węgla.
Odległość od najbliższej zamieszkanej wsi (Juriung-Chaja) wynosi w linii prostej 170km.